# Eugénie Boutet
Eugénie Marie Theodorina Boutet (Luik, 7 juni 1897 - Sevenum, 4 juni 1990) was een Nederlandse verzetsstrijder tijdens de Tweede Wereldoorlog. Zij was verantwoordelijk voor het onderbrengen van een groot aantal Joodse onderduikers in en rond Sevenum.

## Levensloop
Boutet werd geboren in het Belgische Luik, maar kwam al op jonge leeftijd in Sevenum wonen. Zij gaf vanaf 1920 les op de Heilige Hartschool, de openbare lagere school voor meisjes in Sevenum. Op het moment dat de Tweede Wereldoorlog uitbrak was zij directrice van de school. Boutet was al vroeg in de oorlog samen met pastoor Henri Vullinghs, Theo Trienekens en Jean Slots betrokken bij de hulp aan ontsnapte Franse krijgsgevangenen.
Vroeg in 1943 werd Boutet door Chiel Salomé gevraagd om zij kon helpen bij de onderduik van Joden. Salomé was lid van de Westerweelgroep. Dankzij Boutet en pastoor Vullinghs vonden zeker honderd Joodse onderduikers onderdak in Sevenum en omgeving. Vier van hen haalden het einde van de oorlog niet. Boutet werd in mei 1943 door Karel Ex namens de Amsterdamse Studentengroep benaderd of zij kon helpen bij de onderduik van Joodse kinderen. De schooldirectrice zat echter al tot over haar oren in het werk en verwees door naar haar nicht en vriendin Hanna Van de Voort, die samen met de bij haar ondergedoken student Nico Dohmen voor ruim honderd kinderen een schuilplek vond. Boutet volgde in april 1943 Harrie Hanssen op als het hoofd van de plaatselijke LO-afdeling.
De Sicherheitsdienst deed op 1 mei 1944 een inval in Sevenum. De SD'ers Max Strobel en Richard Nitsch waren op zoek naar Boutet. Zij was op dat moment niet aanwezig. Het betekende wel dat zij zelf moest onderduiken. Zij hield zich in de maanden daarna bezig met de hulp aan gevangenen in de kampen Vught en Amersfoort. In september 1944 viel zij alsnog in Duitse handen, maar wist zichzelf vrij te praten.
Na de oorlog was Boutet zeer actief op cultureel gebied. Zo nam zij zitting in het oogstfeestcomité, maakte deel uit van de gemeentelijke straatnamencommissie en schreef gedichten en toneelstukken.

## Eerbetoon
Na de oorlog ontving Boutet van het Israëlische holocaustcentrum Yad Vashem de eretitel Rechtvaardige onder de Volkeren. Van de Nederlandse regering ontving zij het Verzetsherdenkingskruis. Van de Franse regering ontving zij in 1959 de Franse Erkentelijkheidsmedaille voor haar hulp aan Franse krijgsgevangenen.